# Anopinella macrosema
Anopinella macrosema là một loài bướm đêm thuộc họ Tortricidae. Nó được tìm thấy ở Costa Rica.
Chiều dài cánh trước là 9.9–12 mm.